# 神奈川本町
神奈川本町（かながわほんちょう）は、神奈川県横浜市神奈川区の町名。丁番を持たない単独町名である。住居表示未実施区域。

## 地理
神奈川区の中央部に位置し、西に幸ケ谷、東に東神奈川、南に神奈川、北に二ツ谷町と接している。

## 歴史

### 町名の由来
神奈川の中心に位置することから。

### 沿革
- 1976年（昭和51年）1月18日 - 土地区画整理事業に伴い、飯田町、神奈川通、御殿町、東神奈川町の各一部から設置[6]。

## 世帯数と人口
2025年（令和7年）6月30日現在（横浜市発表）の世帯数と人口は以下の通りである。
| 町丁       | 世帯数  | 人口  |
| ---------- | ------- | ----- |
| 神奈川本町 | 529世帯 | 858人 |

### 人口の変遷
国勢調査による人口の推移。
| 年                 | 人口 |
| ------------------ | ---- |
| 1995年（平成7年）  | 757  |
| 2000年（平成12年） | 855  |
| 2005年（平成17年） | 881  |
| 2010年（平成22年） | 889  |
| 2015年（平成27年） | 874  |
| 2020年（令和2年）  | 972  |

### 世帯数の変遷
国勢調査による世帯数の推移。
| 年                 | 世帯数 |
| ------------------ | ------ |
| 1995年（平成7年）  | 395    |
| 2000年（平成12年） | 440    |
| 2005年（平成17年） | 513    |
| 2010年（平成22年） | 529    |
| 2015年（平成27年） | 534    |
| 2020年（令和2年）  | 610    |

## 学区
市立小・中学校に通う場合、学区は以下の通りとなる（2024年11月時点）。
| 番地 | 小学校               | 中学校               |
| ---- | -------------------- | -------------------- |
| 全域 | 横浜市立幸ケ谷小学校 | 横浜市立栗田谷中学校 |

## 事業所
2021年（令和3年）現在の経済センサス調査による事業所数と従業員数は以下の通りである。
| 町丁       | 事業所数 | 従業員数 |
| ---------- | -------- | -------- |
| 神奈川本町 | 66事業所 | 645人    |

### 事業者数の変遷
経済センサスによる事業所数の推移。
| 年                 | 事業者数 |
| ------------------ | -------- |
| 2016年（平成28年） | 63       |
| 2021年（令和3年）  | 66       |

### 従業員数の変遷
経済センサスによる従業員数の推移。
| 年                 | 従業員数 |
| ------------------ | -------- |
| 2016年（平成28年） | 639      |
| 2021年（令和3年）  | 645      |

## 施設
- 横浜市神奈川地区センター
- 成仏寺
- 慶運寺

## その他

### 日本郵便
- 郵便番号 : 221-0046[3]（集配局：神奈川郵便局[16]）

### 警察
町内の警察の管轄区域は以下の通りである。
| 番・番地等 | 警察署       | 交番・駐在所     |
| ---------- | ------------ | ---------------- |
| 全域       | 神奈川警察署 | 東神奈川駅前交番 |